# Santa Cruz Amilpas
Santa Cruz Amilpas är en ort i Mexiko.   Den ligger i kommunen Santa Cruz Amilpas och delstaten Oaxaca, i den sydöstra delen av landet, 400 km sydost om huvudstaden Mexico City. Santa Cruz Amilpas ligger 1 544 meter över havet och antalet invånare är 10 120.
Terrängen runt Santa Cruz Amilpas är varierad. Runt Santa Cruz Amilpas är det tätbefolkat, med 881 invånare per kvadratkilometer. Närmaste större samhälle är Oaxaca de Juárez, 4,4 km väster om Santa Cruz Amilpas. Omgivningarna runt Santa Cruz Amilpas är en mosaik av jordbruksmark och naturlig växtlighet.